# Kysucko-Orawska Kolej Leśna
Kysucko-Orawska Kolej Leśna (słow. Kysucko-oravská lesná železnica) – dawna sieć kolei wąskotorowej w północno-wschodniej Słowacji, o rozstawie szyn 760 mm, powstała z połączenia Kysuckiej Kolei Leśnej i Orawskiej Kolei Leśnej. Zlikwidowana w 1971 roku. Zachowany został 11-kilometrowy fragment, na którym działa niezależnie Orawska Kolej Leśna (Oravská lesná železnica) i Historyczna Nawrotowa Kolej Leśna (Historická lesná úvraťová železnica).

## Historia

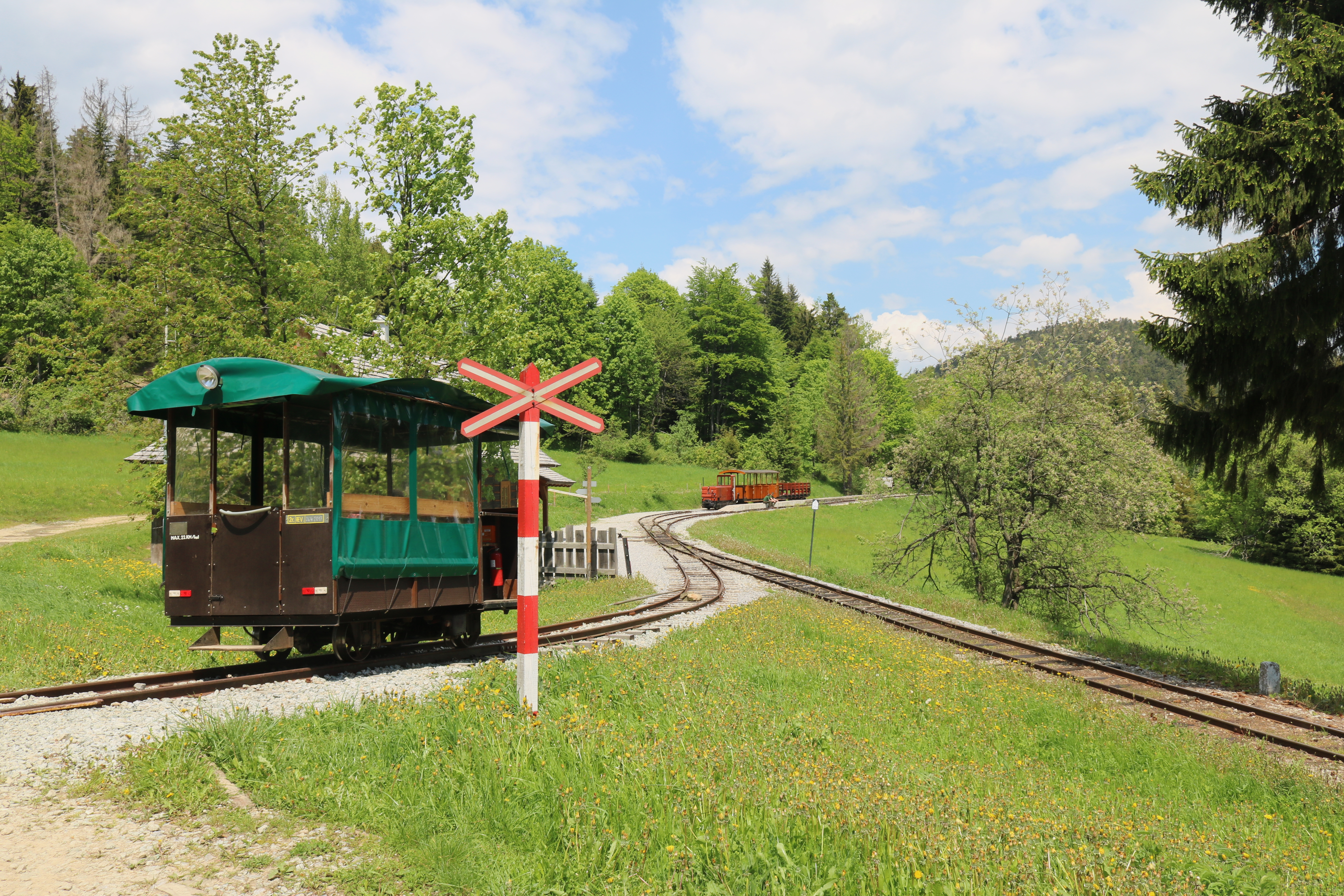
Nawrót na przełęczy Beskid – w lewo tor na stronę kysucką, w prawo na orawską

4 kwietnia 1914 roku zrzeszenie właścicieli lasów obszaru dorzecza Białej Orawy z Orawskiego Podzamku (Komposesorat Orawski) otrzymało pozwolenie na budowę kolei leśnej na Orawie, a 17 grudnia tego samego roku spółka akcyjna z Wiednia otrzymała pozwolenie na budowę kolei leśnej w Kysucach. Zezwolenie na przewozy zostało wydane odpowiednio 27 lipca i 15 października 1918 roku. W latach 1925–1926 wybudowano odcinek o długości 10 km, łączący orawską wąskotorówkę z jej kysucką częścią (biegnącą z Vychylovki aż do Oszczadnicy). Przyczyną budowy łącznicy była chęć połączenia kolei orawskiej przez kolej kysucką z kolejami państwowymi w celu ułatwienia wywozu drewna. Wiązało się to z koniecznością pokonania trudności technicznych związanych z podjazdem na stromy stok Beskidu, co rozwiązano za pomocą zastosowania nawrotów na stacjach w Chmúra i na przełęczy Beskyd oraz trzech nawrotów pomiędzy nimi. Trawersując pokonywane wzniesienia, pociągi kolejki, to jadąc w przód, to w tył, na długości 1,5 km pokonywały po stronie kysuckiej różnicę wzniesień wielkości 217,69 metrów (o pochyleniu dochodzącym do 73‰). Stacja Beskyd, na wysokości 939 m n.p.m., stanowiła zarazem granicę między Kysucami a Orawą.
Przewozy na łącznicy rozpoczęto 1 października 1926 roku. Utworzono wówczas Kysucko-Orawską Kolej Leśną (Kysucko-oravská lesná železnica, KOLŽ), z główną linią o długości 61 km z Łokczy po stronie orawskiej do Oszczadnicy, gdzie była skomunikowana z Koleją Koszycko-Bogumińską. Łącznie z licznymi bocznicami, pod koniec lat 20. sieć sięgnęła maksymalnie długości ok. 110 km. W 1927 roku kolej przewiozła 142 121 m³ drewna. W 1931 roku lokomotywownia w Łokczy została zlikwidowana i przeniesiona do Zákamennégo.
Podczas II wojny światowej, w trakcie słowackiego powstania narodowego w 1944 roku tory zostały uszkodzone przez partyzantów, aby nie mogły służyć niemieckiej gospodarce. Po wojnie w 1945 roku zniesiono komposesorat i kolej wraz z lasami upaństwowiono i przejęto przez Czechosłowackie Lasy Państwowe. Zarząd kolei leśnej mieścił się w Zákamenném. W 1946 roku rozważano uruchomienie też przewozów pasażerskich, lecz do tego ostatecznie nie doszło. W latach 50. osiągnięto szczyt przewozów – w 1956 roku przewieziono 160 000 m³ drewna. W następnej dekadzie zwożenie drewna tym środkiem transportu przestało jednak być opłacalne, a zastąpił je transport samochodowy. W 1961 roku przewozy spadły do 83 531 m³, a w 1966 do 53 407 m³ drewna. Dodatkowo, w 1965 roku tory zostały uszkodzone podczas powodzi. W konsekwencji przestarzałości i nierentowności, w 1967 roku lasy państwowe zdecydowały o zakończeniu eksploatacji kolejki leśnej.
1 stycznia 1969 roku przystąpiono do likwidacji kolei, z terminem do końca 1971 roku. Rozpoczęto demontaż torów i infrastruktury. Dzięki protestom miłośników kolei i techniki, uratowano przed rozbiórką ośmiokilometrowy odcinek między Tanečníkiem (przysiółek Orawskiej Leśnej) a Chmúrą, obejmujący część łącznika wybudowanego w 1926 roku, z najcenniejszym pod względem rozwiązań technicznych układem nawrotów. Jeszcze 15 maja 1970 roku, podczas prac likwidacyjnych, doszło do wypadku pociągu z drewnem, w którym zginął jeden pracownik, a trzech zostało rannych.

## Zachowanie jako kolej turystyczna

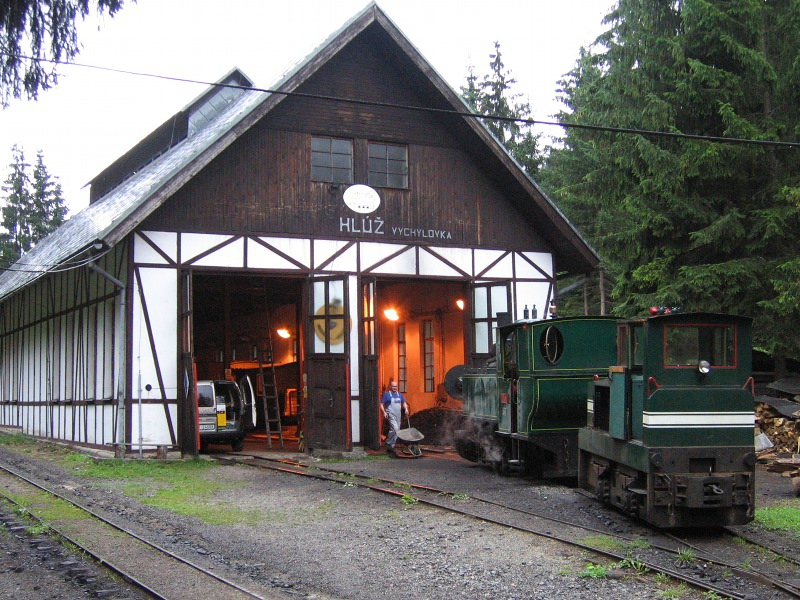
lokomotywownia HLUŽ

Od strony kysuckiej, w 1974 roku część kolei oddano Muzeum Kysuckiemu w Czadcy. Zrekonstruowano rozebrany uprzednio odcinek Chmúra – Kubátkovia o długości 2,7 km i budynki, tworząc Historyczną Nawrotową Kolej Leśną (Historická lesná úvraťová železnica, HLUŽ). Techniczny ruch wznowiono 24 sierpnia 1980 roku, następnie organizowano na części linii między Kubátkovią a Muzeum Wsi Kysuckiej sporadyczne pociągi specjalne. Od 1995 roku rozpoczęto na kysuckiej części HLUŽ rozkładowy sezonowy ruch turystyczny. Turystyczne składy kursują na trasie Kubátkovia (Vychylovka) – skansen – Chmúra, wjeżdżając tylko na pierwszy trawers. Kolej posiada parowozy U34.901 i U45.9, a także lokomotywy spalinowe.
Na odcinku orawskim część przejęło Muzeum Orawskie. Dopiero w 2005 roku przystąpiono do odbudowy i 31 maja 2008 wznowiono ruch pociągów turystycznych na odcinku Tanečník – Beskyd. Kolej po stronie orawskiej działa jako Orawska Kolej Leśna (Oravská lesná železnica). Kolej posiada parowóz 15 233 Gontkulák oraz lokomotywy spalinowe DH 100.